# Lisa (Teleorman)
Lisa é uma comuna romena localizada no distrito de Teleorman, na região de Muntênia. A comuna possui uma área de 76.41 km² e sua população era de 2365 habitantes segundo o censo de 2007.